# Vouga (concelho)

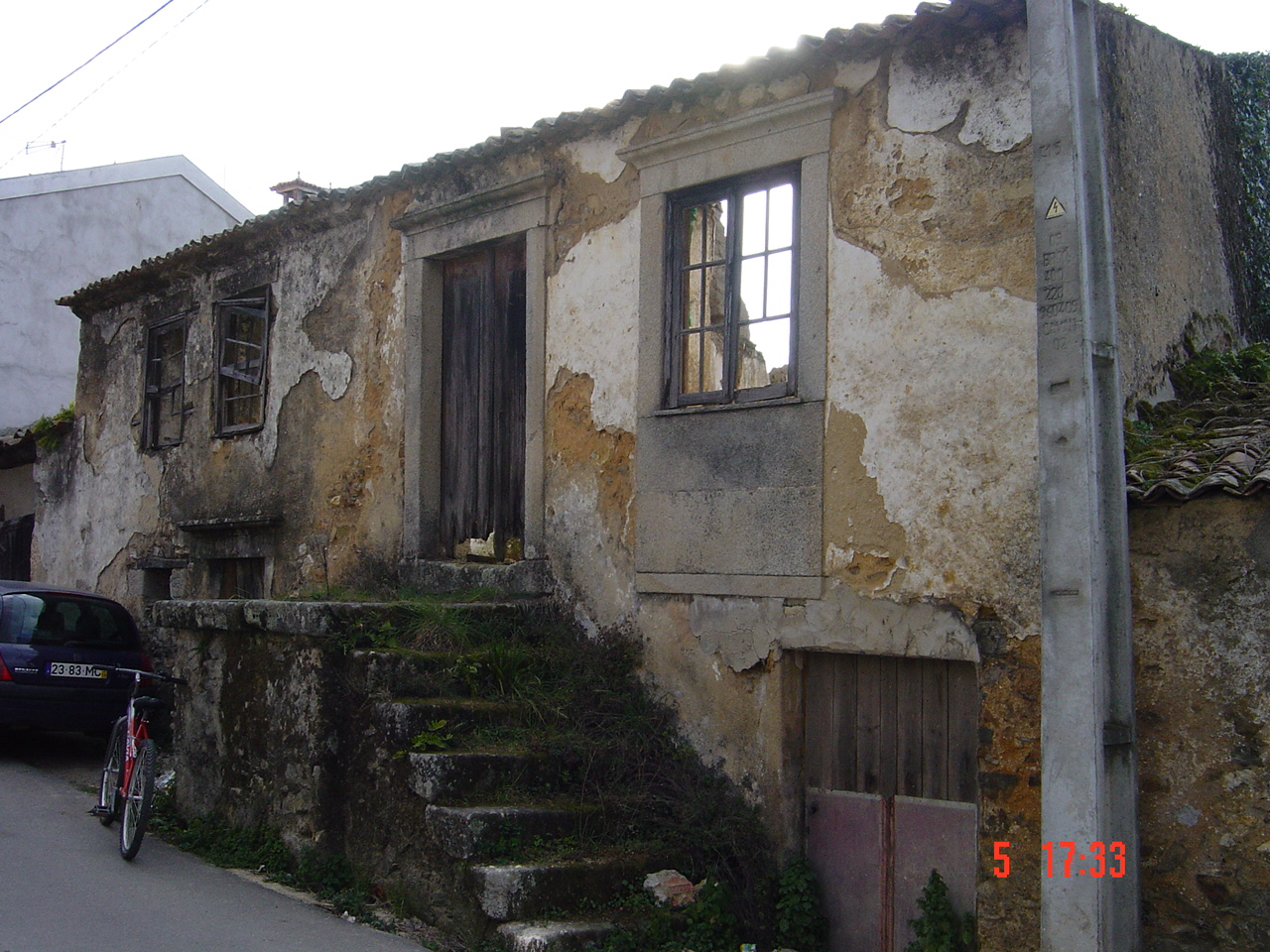
Uma das casas do último Capitão-Mor do Vouga, José Pereira Simões

Vouga foi um concelho com sede na freguesia de Valongo do Vouga, do actual município de Águeda. Era constituído pelas freguesias da sede e de Macinhata do Vouga. Tinha, em 1801, 3 409 habitantes.
Após as reformas administrativas do início do liberalismo, foram-lhe anexadas as freguesias de Agadão, Castanheira do Vouga, Lamas do Vouga, Macieira de Alcoba, Préstimo, Segadães, Trofa, Valmaior e Talhadas. Tinha, em 1849, 8 658 habitantes.
Foi extinto em 1853 e as suas freguesias integradas nos concelhos (atuais municípios) de Águeda, Albergaria-a-Velha e Sever do Vouga.